# Ciechocin (województwo pomorskie)
Ciechocin (dawn. pol. Cekcyn, niem. Deutsch Cekzin) – wieś w Polsce położona w województwie pomorskim, w powiecie chojnickim, w gminie Chojnice. Połączenie z centrum Chojnic umożliwiają autobusy komunikacji miejskiej (linia nr 6).
W latach 1975–1998 miejscowość administracyjnie należała do województwa bydgoskiego.

## Historia
Pierwsza informacja o Ciechocinie pochodzi z 24 sierpnia 1338 roku. Dyplom lokacyjny dla wsi został wystawiony 17 stycznia 1342 roku w Tucholi za zgodą Wielkiego mistrza Ludolfa Königa. Wieś liczyła wtedy 45 łanów i była lokowana na prawie chełmińskim, należała do parafii Ostrowite. W 1441 roku komtur tucholski Leonard von Parsberg nadał Mikołajowi Ludwikowi młyn w Ciechocinie. Za czasów Krzyżackich przybyli do Ciechocina Kosznajdrzy. Po wojnie trzynastoletniej Ciechocin stał się wsią królewską (królewszczyzna), a w 1570 liczył 70,5 włóki, w tym 4,5 włóki sołtysiej i 1 wybraniecka. Gburzy (kmiecie) użytkowali po dwie włóki roli, płacili od nich czynsz oraz dostarczali dwie kury i korzec owsa, musieli też odrabiać pańszczyznę w folwarku Kałdowskim. We wsi istniała karczma, gdzie szynkowano piwo z browaru miejskiego w Tucholi. W 1632 roku istniały już 2 karczmy w Ciechocinie, a liczba zamożnych chłopów wzrosła do 18. W XVIII wieku pojawili się w miejscowości zagrodnicy, którzy za zagrodę i kawałek ziemi płacili czynsz oraz świadczyli pracę w Bralewnickim folwarku, pojawili się też komornicy którzy się zatrudniali się u zamożniejszych chłopów i w folwarkach. 
W drugiej połowie XVIII wieku starostwo zaczyna zmieniać zobowiązania kmieci głównie na czynsz, odchodząc od pańszczyzny. W 1772 roku Ciechocin liczył 227 mieszkańców, mieszkały w nim dwie rodziny sołtysie, 15 rodzin gburskich, wraz z parobkami i dziewkami, dwóch karczmarzy, kowala, koniuszego, pasterza, owczarza, 6 robotników, wdowy, kobiety niezamężne oraz 9 starych kobiet, wszyscy byli katolikami. 
Według  Spisu Pruskiego głów rodzin mieszkali w Ciechocinie w 1772 roku: sołtysi: Schwenimski Jacob, Patina Stanisław, kmiecie: Grunau Matteus, Kroll Jakob, Stolpmann Paul, Schefler Paul, Wollschleger Joseph, Ortmann Peter, Thiel Joseph, Brügmann Paul, Hopp Matthes, Gatz Paul, Berendt Peter, Hopp Peter, Schmelter Martin, Ortmann Paul, Noelck Johann, Rinck Lorenz, robotnicy: Scheffler Lorenz, Ott Georg, Brügmann Hentzel, Schmelter Matthes, Patzke Johann, kowal Schepler Jacob, karczmarz Brügmann Andreas, koniuszy Berendt Paul, pasterz Tesch Georg, owczarz Ceschke Joseph, oraz kobiety: Jatzkowa Dorota, Groschowa Anna, Klundrowa Catharina, Hoppin Marianna, Mausowka Helena, Wangermann Agneta, Jeschowa Margaretha.

## Zabytki
Według rejestru zabytków NID na listę zabytków wpisane są:
- szachulcowy kościół pw. św. Marcina z 2 poł. XVII w., 1877, nr rej.: A/271/1-2 z 9.09.1991[7]
- cmentarz przykościelny, nr rej.: j.w.